# Griselda Pollock
Griselda Frances Sinclair Pollock (Bloemfontein, 11 marzo 1949) è una storica dell'arte e sociologa britannica di studi femministi postcoloniali internazionali nelle arti e nella cultura visiva.
Lavora nel Regno Unito ed è nota per i suoi ideali innovativi sulla teoria e sulla metodologia della storia dell'arte contemporanea, ma anche di cinema e cultura. A partire dal 1977 è stata una delle studiose di arte moderna e d'avanguardia, arte postmoderna e arte contemporanea più influenti. In particolare, ha una grande notorietà nel campo della teoria femminista, nella storia dell'arte femminista e negli studi di genere .

## Biografia e carriera
Nata in Sudafrica da Alan Winton Seton Pollock e Kathleen Alexandra (nata Sinclair), Griselda Pollock è cresciuta fra il Canada francese e in quello inglese. Trasferitasi in Gran Bretagna durante l'adolescenza, Pollock ha studiato Storia moderna a Oxford (1967-1970) e Storia dell'arte europea al Courtauld Institute of Art a Londra(1970-1972). Ha in seguito conseguito un dottorato di ricerca nel 1980, che consisteva in uno studio su Vincent van Gogh e l'arte Olandese: A una lettura delle sue nozioni di "moderno". Dopo aver insegnato alle università di Reading e Manchester, Pollock è entrata a far parte dell'Università di Leeds nel 1977 come docente di storia dell'arte e del cinema, e in seguito le è stata assegnata una cattedra personale in Storie Sociali e Critiche dell'Arte nel 1990. Nel 2001 è diventata direttrice del Center for Cultural Analysis, Theory and History presso l'Università di Leeds Ha inoltre ricevuto un dottorato onorario dal Courtauld Institute nel 2019, L'Accademia d'arte estone le ha inoltre conferito un dottorato onorario nel 2019, in seguito al quale ha tenuto una conferenza dal titolo: Perché amiamo ancora Vincent? .

## Storia dell'arte
Pollock è una storica dell'arte femminista e una teorica culturale delle pratiche artistiche e della storia dell'arte. Il suo lavoro affronta con senso di sfida i modelli tradizionali dell'arte e della storia dell'arte, dalla quale le donne sono state escluse, e allo stesso tempo esplora le strutture sociali che hanno provocato questa esclusione. Pollock ha esaminato l'interazione fra le categorie sociali di genere, classe e razza,  ricercando dettagliatamente il rapporto fra essi, la psicoanalisi e l'arte, attingendosi al lavoro di teorici culturali francesi come Michel Foucault. La sua teorizzazione della soggettività prende in considerazione sia la psicoanalisi che le idee di Foucault sul controllo sociale.  Pollock è conosciuta per i suoi scritti sugli artisti Jean-François Millet, Vincent van Gogh, Mary Cassatt, Bracha L. Ettinger, Eva Hesse, Charlotte Salomon ., Alina Szapocznikow, Lubaina Himid, Sutapa Biswas, Christine Taylor Patten, Louise Bourgeois, Anna Maria Maiolino e Vera Frenkel. La storica dell'arte ha sviluppato una serie di concetti con cui teorizzare e praticare interventi femministi critici nelle storie dell'arte: vecchie amanti, visione e differenza, mosse d'avanguardia, generazioni e geografie, differenziazione del canone e, recentemente, il museo femminista virtuale.
Il 5 marzo 2020, Pollock è stata proclamata vincitrice del Premio Holberg 2020 "per i suoi contributi rivoluzionari alla storia dell'arte femminista e agli studi culturali". . The Holberg Conversatio 2020 https://www.youtube.com/watch?v=RKsuHL6gEJs

## Studi culturali e analisi culturali
Pollock è la direttrice fondatrice del Center for Cultural Analysis, Theory and History presso l'Università di Leeds. Avviato con una sovvenzione dall'allora AHRB nel 2001, CentreCATH è un progetto intra disciplinare che collega belle arti, storie d'arte e studi culturali attraverso temi condivisi fra classe, genere, sessualità, critica post coloniale e teoria queer. Nel 2007, insieme a Max Silverman, Pollock ha avviato il progetto di ricerca Concentrationary Memories: The Politics of Representation, il quale esplora il concetto di una forma ansiosa e vigile di memoria culturale, che analizza gli effetti devastanti dell'assalto totalitario alla condizione umana, e allertando la minaccia, persistente e non, creata dall'invasione della cultura popolare. Questo progetto ha esplorato le forme di resistenza estetica al terrore totalitario, per il quale sono state prodotte quattro raccolte: Concentrationary Cinema: Aesthetics and Political Resistance in Night and Fog di Alain Resnais ,Vincitore del Premio Fraszna-Krausz 2011 per il miglior libro sull'immagine in movimento (Londra e New York: Berghan 2011); Concentrationary Memory: Totalitarian Terror and Cultural Resistance (London: IB Tauris, 2013), Concentrationary Imaginaries: Tracing Totalitarian Violence in Popular Culture (London: IB Tauris, 2015) e Concentrationary Art: Jean Cayrol, the Lazarean and the Everyday in Post-war Film, letteratura, musica e arti visive (Berghahn, 2019) (2019).

## Vita privata
Pollock ha sposato Antony Bryant, con il quale ha un figlio e una figlia.

## Pubblicazioni
- Millet, Londra: Oresko Books, 1977.
- (con Fred Orton) Vincent van Gogh: artista del suo tempo, Oxford: Phaidon Press, 1978; Edizione USA: EP DuttonISBN 0-7148-1883-6 . Edito e ripubblicato in: Orton & Pollock 1996, pp. 3–51
- (con Fred Orton) "Les Données Bretonnantes: La Prairie de Représentation", in: Art History III / 3, 1980, pp. 314–344. Ristampato in: Orton & Pollock 1996, pp. 53–88
- Mary Cassatt, Londra: Jupiter Books, 1980
- "Mitologie degli artisti e genio dei media, follia e storia dell'arte", in: Screen XXI / 3, 1980, pp. 57–96
- Vincent van Gogh a zijn Hollandse jaren: Kijk op stad en land door Van Gogh en zijn tijdgenoten 1870–1890, exh. gatto. Amsterdam, Rijksmuseum Vincent van Gogh, 1980/1981 (no ISBN)
- Vecchie amanti; Women, Art and Ideology, London: Routledge & Kegan (Griselda Pollock with Rozsika Parker), 1981. Ristampato da IB Tauris nel 2013.
- (con Fred Orton) "Cloisonism?", in: Art History V / 3, 1982, pp. 341–348. Ristampato in: Orton & Pollock, 1996, pp. 115–124
- The Journals of Marie Bashkirtseff, London: Virago (introdotto di recente con Rozsika Parker), 1985.
- Framing Feminism: Art & the Women 's Movement 1970–85 (Griselda Pollock with Rozsika Parker), 1987.
- Vision and Difference: [Femininity, Feminism, and Histories of Art], London: Routledge e New York: Methuen, 1987.
- "Iscrizioni al femminile". In Catherine de Zegher (ed. ), Dentro il visibile . MIT, 1996. 67-87.
- Agency and the Avant-Garde: Studies in Authorship and History di Way of Van Gogh, in Block 1989/15, pp. 5–15. Ristampato in: Orton & Pollock 1996, pp. 315–342
- "Oeuvres Autistes". In: Versus 3, 1994, pagg. 14-18
- (A cura di Richard Kendall) Trattare con Degas: rappresentazioni di donne e politica della visione . Londra: Pandora Books, 1992 (ora Rivers Oram Press).
- Avant-Garde Gambits: Gender and the Colour of Art History, London: Thames and Hudson, 1993.
- Trouble in the archives, in Differences: A Journal of Feminist Cultural Studies, vol. 4, n. 3, Duke University Press, 1992.
- (Modificato), Generations and Geographies: Critical Theories and Critical Practices in Feminism and the Visual Arts, Routledge, 1996.ISBN 0-415-14128-1
- (con Fred Orton) Avant-Gardes and Partisans Review, Manchester University Press, 1996.ISBN 0-7190-4398-0
- The Ambivalence of Pleasure, Getty Art History Oral Documentation Project, intervista di Richard Cándida Smith, Getty Research Institute, 1997.
- Mary Cassatt Painter of Modern Women, London: Thames & Hudson: World of Art, 1998.
- (A cura di Richard Thomson), Sul non vedere la Provenza: Van Gogh e il paesaggio della consolazione, 1888–1889, in: Framing France: La rappresentazione del paesaggio in Francia, 1870–1914, Manchester University Press, 1998, pp. 81–118ISBN 0-7190-4935-0
- Estetica. Politica. Etica Julia Kristeva 1966–96 , Edizione Special Guest A cura di parallasse, no. 8, 1998.
- Differencing the Canon: Feminism and the Histories of Art, London: Routledge, 1999.
- Looking Back to the Future: Saggi di Griselda Pollock degli anni '90, New York: G&B New Arts, introdotto da Penny Florence, 2000.ISBN 90-5701-132-8
- (A cura di Valerie Mainz), Work and the Image, 2 voll. Londra: Ashgate Press, 2000.
- Visione e differenza: femminismo, femminilità e storie dell'arte (Capitolo 1: Interventi femministi nelle storie dell'arte: un'introduzione, Capitolo 3: Modernità e spazi della femminilità), Routledge Classics, 2003.
- (A cura di), Psychoanalysis and the Image, Boston e Oxford: Blackwell, 2006.ISBN 1-4051-3461-5
- A Very Long Engagement: Singularity and Difference in the Critical Writing on Eva Hesse in Griselda Pollock with Vanessa Corby (eds), Encountering Eva Hesse, London and Munich: Prestel, 2006.
- (A cura di Joyce Zemans), Museums after Modernism, Boston: Blackwells, 2007.
- Incontri nel Museo femminista virtuale Time, Space and the Archive, London: Routledge, 2007.ISBN 978-0-415-41374-9
- (A cura, con Victoria Turvey-Sauron), The Sacred and the Feminine, Londra: IB Tauris, 2008.
- Opened, Closed and Opening: Reflections on Feminist Pedagogy in a UK University, in N.paradoxa, vol. 27, KT Press, July 2010,  pp. 20-28.
- Digital and Other Virtualities: Renegotiating the Image, a cura di Griselda Pollock e Antony Bryant, IB Tauris, 2010. 9781845115685.
- After-effects / After-images: Trauma and aesthetic transformation in the Virtual Feminist Museum, Manchester: Manchester University Press, 2013. 978-0-7190-8798-1
- Griselda Pollock, Is feminism a trauma, a bad memory, or a virtual future?, in differences: A Journal of Feminist Cultural Studies, vol. 27, n. 2, Duke University Press, September 2016,  pp. 27-61, DOI:10.1215/10407391-3621697.
- Charlotte Salomon e il teatro della memoria, Yale University Press, 2018.ISBN 978-0300100723
- Bracha L Ettinger, Matrixial Subjectivity, Aesthetics and Ethics a cura di Griselda Pollock. Palgrave MacMillan, 2020.978-1-137-34515-8